# Chaetopodella orientalis
Chaetopodella orientalis är en tvåvingeart som beskrevs av Hayashi och Papp 2007. Chaetopodella orientalis ingår i släktet Chaetopodella och familjen hoppflugor.
Artens utbredningsområde är Thailand. Inga underarter finns listade i Catalogue of Life.